# Юй Цзе
Юй Цзе (кит. 余杰, пиньинь Yu Jie; 3 октября 1973, Чэнду, Сычуань, Китай) — американский писатель

 и активист китайского происхождения. Автор более тридцати книг. В 2012 году журнал The New York Review of Books описал Цзе как «одного из самых известных эссеистов и критиков Китая».
Юй — активист китайского диссидентского движения и предположительно подвергся пыткам в 2010 году за дружбу с лауреатом Нобелевской премии мира Лю Сяобо и критическую биографию премьер-министра Вэнь Цзябао под названием Лучший актёр Китая: Вэнь Цзябао.
После года домашнего ареста Юй эмигрировал в США вместе со своей семьёй в январе 2012 года. Через год Цзе был награждён призом за гражданское мужество.

## Биография

### Ранняя карьера писателя
Юй родился в Чэнду, на юго-западе Китая. Он обучался в Пекине, Пекинском университете. Специализация Юя — современная китайская литература.
Его первая книга, «Огонь и лёд» (кит. 火与冰), содержала резкую политическую и социальную критику. После публикации книги в 1999 году, Цзе получил широкую известность. В том же году он встретил и оказал поддержку активисту за демократию Лю Сяобо, а также стал активистом китайского диссидентского движения. Как часть его совместной с Ли работы, Юй прочитал и прокомментировал демократический манифест «Хартия-08». Также он стал сооснователем независимой международной правозащитной организации ПЕН-клуб.
В 2004 году Юй опубликовал часть его книги «Извинения Тибету» (кит. 向西藏懺悔) на сайте boxun.com, где он выразил сожаление по поводу китайского захвата Тибета и высоко оценил усилия Палдена Гьяцо, тибетского монаха, выступавшего за независимость Тибета.
Юй стал автором нескольких бестселлеров в Китае и написал более тридцати книг. Однако критика политики правительства Китая привела к тому, что работы Цзе были запрещены на материковом Китае.

### Арест
Юй был задержан сотрудниками службы безопасности в июле 2010 года. Они хотели обсудить резкую критику премьер-министра Китая, Вэнь Цзябао в книге Лучший актёр Китая: Вэнь Цзябао, которую Цзе собирался опубликовать в Гонконге. В книге утверждалось, что благожелательный образ Вэня на публике был фикцией, и что он разделял те же цели, что и другие китайские лидеры. По словам Юя, один чиновник заявил, что его книга «наносит ущерб государственной безопасности и национальным интересам», и если бы она была опубликована, Юй, вероятно, был бы «заключен на долгие годы». Юй тем не менее приступил к публикации книги в августе.
8 октября 2010 года друг Цзе, Лю Сяобо, получил Нобелевскую премию мира. 13 октября Юй был заключён под домашний арест, вероятно потому что хотел написать биографию Лю и потому, что опубликовал книгу «Лучший актёр Китая». Позже он написал, что в этот период его пытала тайная полиция, и что он чуть не погиб.
Его домашний арест продлился до января 2012 года, после чего Юй и его семья переехали в США. После эмиграции он представил отчёт на девять страниц, подробно описывающий его пытки, в Государственный департамент США и Совет по правам человека ООН.